# Arctia unomaculata
Arctia unomaculata là một loài bướm đêm thuộc phân họ Arctiinae, họ Erebidae.